# Shinahota (gemeente)
Shinahota is een gemeente (Municipio) in de Boliviaanse provincie Tiraque in het departement Cochabamba. De gemeente telt naar schatting 23.635 inwoners (2018). De hoofdplaats is Shinahota.